# KK Krka Novo mesto
Košarkarski klub Krka Novo mesto (krajše KK Krka) je slovenski košarkarski klub iz Novega mesta, ustanovljen leta 1948. Trenutno nastopa v Evropskem pokalu, Jadranski ligi in slovenski ligi. Domače tekme igra v Dvorani Leona Štuklja.

## Zgodovina
Prvi amaterski košarkarski klub v Novo mesto.
V Novem mestu je bil ustanovljen leta 1948, ko se je začelo igranje košarke v mestu, v obdobju med koncem šestdesetih in začetkom sedemdesetih let vse bolj organizirano. Klub je napredoval do osvojitve naslova republiškega državnega prvaka leta 1983, za tem pa je delovanje kluba zamrlo do leta 1992. V sezoni 1992/93 je tako klub začel v najnižji četrti slovenski ligi, po sezoni 1996/97 pa je napredoval v prvo slovensko ligo. Leta 1997 je klub tudi pridobil generalnega pokrovitelja Krko. V prvi sezoni 1998/99 v slovenski ligi je KK Krka osvojila četrto mesto, v Pokalu Radivoja Korača pa se je uvrstila v šestnajstino finala. Leta 2000 je klub osvojil svoj prvi naslov državnega prvaka v samostojni Sloveniji in se uvrstil v Suproligo, kjer se je uvrstil v osmino finala. Klub je zaigral tudi v novoustanovljeni Jadranski ligi, kjer se je v prvi sezoni uvrstil v finale, kjer ga je premagala Olimpija. V sezoni 2002/03 se je Krka uvrstila v finale Evropskega pokala, kjer je izgubila proti Pamesi Valencii. Istega leta je klub osvojil svoj drugi naslov državnega prvaka, kar mu je prineslo uvrstitev v Evroligo. 
V sezoni 2003/04 je Krka izpadla iz Jadranske lige, v sezoni 2004/05 je vodstvo glasovalo celo o prenehanju delovanja kluba. Zamenjala se je klubska uprava, ki je začela finančno sanacijo kluba. Leta 2008 se je Krka ponovno uvrstila v Jadransko ligo, toda iz nje tudi izpadla. V sezoni 2009/10 je klub osvojil svoj tretji naslov državnega prvaka in s tem pridobil pravico igranja v Jadranski ligi, po sedmih letih je zaigral tudi v evropskih tekmovanjih. Sezono 2010/11 je Krka začela s svojo prvo zmago v slovenskem superpokalu, nadaljevala z osvojitvijo četrtega naslova državnega prvaka, v tretjem kakovostnem evropskem tekmovanju Pokal Eurochallenge dosegla svojo prvo evropsko lovoriko, v Jadranski ligi pa se še drugič uvrstila na zaključni turnir četverice, kjer je izpadla v polfinalu. V sezoni 2011/2012 je najprej osvojila slovenski superpokal. V  v jadranski ABA ligi so se uvrstili na 11. mesto z razmerjem zmag in porazov 9-17. V evropskem tekmovanju Eurocup so redni del v skupini F končali na 2. mestu z razmerjem 4-2 in se uvrstili med 16 najboljših ekip, kjer so v skupini K z razmerjem 1-5 osvojili zadnje, 4. mesto, skupno pa so končali na 14. mestu. V  pokalnem tekmovanju Spar so se po 9-ih letih uvrstili v svoj tretji finale in še tretjič ostali brez lovorike. V državnem prvenstvu Ligi Telemach so osvojili svoj peti naslov državnega prvaka, tretjega zapored, potem, ko so redni del končali na 1. mestu z razmerjem 8-2, v polfinalu so z 2:0 zmagali Zlatorog, v finalu pa s 3:1 še Union Olimpijo. S tem so se uvrstili v Pokal Eurochallenge in v ligo ABA.

## Članska ekipa
| Poz. | Prva postava                                                        | Klop            | Klop           | Poškodovani |
| ---- | ------------------------------------------------------------------- | --------------- | -------------- | ----------- |
| PG   | Malcolm Armstead                                                    | Matej Rojc      |                |             |
| SG   | Nebojša Joksimović                                                  | Mirko Mulalić   | Erjon Kastrati |             |
| SF   | Luka Lapornik \|-style="height:40px; background:white; color:black" |                 |                |             |
| PF   | Jasmin Hukić                                                        | Alexis Wangmene |                |             |
| C    | Tomaž Bolčina style="background:#b9e3ca" \|                         |                 |                |             |

### Spremembe v postavi za sezono 2014/15
Prihodi:
- Alexis Wangmene  (iz  KD Hopsi Polzela)
- Mirko Mulalić  (iz  KD Hopsi Polzela)
- Nebojša Joksimović  (iz  KK Union Olimpija)

Odhodi:
- Marko Pajić
- Smiljan Pavić
- Zvonko Buljan
- Edo Murić
- Jaka Klobučar (v  Ratiopharm Ulm)
- Sani Bečirović

## Dvorana
Košarkarski klub Krka Novo mesto igra svoje tekme v športni dvorani Leon Štukelj, ki ima kapaciteto 2000 sedišč.Načrtovana je gradnja nove dvorane Portovald, ki naj bi imela 5400 sedišč.

## Največji uspehi kluba
Slovenija:
- Državni prvak slovenske lige (7): 2000, 2003, 2010, 2011, 2012, 2013, 2014
- Zmagovalec superpokala (5): 2010, 2011, 2012, 2014, 2016
- Zmagovalec slovenskega pokala (4): 2014, 2015, 2016, 2021

Mednarodne reference:
- Prvak Pokal Eurochallenge (1): 2011
- Finalist Jadranske lige (1): 2002
- Finalist Evropskega pokala (1): 2003
- 6. mesto v Evroligi v skupini C (7-7): 2002
- Pokal Radivoja Korača (1): 1999
- Pokal Saporta (1): 2000

## Največ sezon do leta 2012/13
| # | Igralec          | Št. sezon |
| - | ---------------- | --------- |
| 1 | Simon Petrov     | 12        |
| 2 | Jure Balažič     | 10        |
| 3 | Bojan Krivec     | 8         |
| 4 | Stanko Sebič     | 7         |
| 5 | Matjaž Smodiš    | 6         |
| 6 | Matej Venta      | 5         |
| 6 | Dragiša Drobnjak | 5         |
| 6 | Rene Žvan        | 5         |
| 6 | Smiljan Pavič    | 5         |
| 8 | Davor Marcelić   | 3         |
| 8 | Boris Gnjidić    | 3         |
| 8 | Aleksandar Ćapin | 3         |

| # | Trener             | Št. sezon |
| - | ------------------ | --------- |
| 1 | Predrag Milović    | 3         |
| 1 | Ivan Sunara        | 3         |
| 2 | Aleksandar Džikić  | 2         |
| 2 | Aleš Pipan         | 2         |
| 2 | Živko Ljubojević   | 2         |
| 2 | Slavko Seničar     | 2         |
| 2 | Aleksander Sekulić | 2         |
| 3 | Neven Spahija      | 1         |
| 3 | Petar Skansi       | 1         |
| 3 | Rade Mijanović     | 1         |
| 3 | Slavko Kovačevič   | 1         |
| 3 | Nenad Trajković    | 1         |

## Znani igralci
| - Matjaž Smodiš 6 sezon: '94-'00 - Jaka Lakovič 1 sezona: '01-'02 - Boris Gnjidić 3 sezone: '01-'04 - Slavko Duščak 2 sezoni: '02-'04 - Jerome Jordan 1 sezona: '11-'12 | - Davor Marcelić 3 sezone: '07-'10 - Thomas John (TJ) Sorrentine 1 sezona: '07-'08 - Marton Bader 2 sezoni: '02-'04 - Dragiša Drobnjak 5 sezon: '99-'03,'10-'11 - Zoran Dragić 2 sezoni: '10-'12 | - Jamie Arnold 1 sezona: '02-'03 - Bennett Davison 2 sezoni: '00-'02 - Richard Shields 1 sezona: '08-'09 - Aleksandar Ćapin 3 sezone: '00-'03 - Simon Petrov 12 sezon: 1993-'01,'08-'12 |

## Znani trenerji
Najbolj znani trenerji, ki so v zadnjih letih vodili novomeški klub.
- Neven Spahija
- Petar Skansi
- Ivan Sunara
- Aleksandar Džikić
- Zoran Martič
- Rade Mijanović
- Aleš Pipan
- Predrag Milović
- Nenad Trajković